# Grammy Award for Best Salsa Album
Der Grammy Award for Best Salsa Album, auf Deutsch „Grammy-Auszeichnung für das beste Salsa-Album“, ist ein Musikpreis, der von 2000 bis 2003 von der Recording Academy in Los Angeles verliehen wurde.

## Geschichte und Hintergrund
Die seit 1959 verliehenen Grammy Awards werden jährlich in zahlreichen Kategorien von der Recording Academy in den Vereinigten Staaten vergeben, um künstlerische Leistung, technische Kompetenz und hervorragende Gesamtleistung ohne Rücksicht auf die Album-Verkäufe oder Chart-Position zu würdigen. Eine dieser Kategorien ist der Grammy Award for Best Salsa Album.
Er wurde erstmals während der jährlichen Grammy Awards-Zeremonie im Jahr 2000 verliehen und letztmals im Jahr 2003. Im ersten Jahr wurde die Auszeichnung zunächst Best Salsa Performance genannt. Im Jahr 2004 wurde die Auszeichnung mit dem Grammy Award for Best Merengue Album kombiniert und hatte ab dann den Namen Grammy Award for Best Salsa/Merengue Album.

## Gewinner und nominierte Künstler
| Jahr | Gewinner                       | Nationalität       | Album                              | Nominierte | Bild des/der Gewinner(s) |
| ---- | ------------------------------ | ------------------ | ---------------------------------- | --- | ------------------------ |
| 2000 | Los Van Van                    | Kuba               | Llego... Van Van – Van Van is Here | Gotcha! von Dark Latin Groove Sola von India De Otra Manera von Jerry Rivera La Formula Original von Oscar D’León                              |                          |
| 2001 | Tito Puente und Eddie Palmieri | Vereinigte Staaten | Masterpiece/Obra Maestra           | Celia Cruz and Friends: A Night of Salsa von Celia Cruz Evolución von Luis Enrique Son By Four von Son By Four Hablando del Amor von Tony Vega |                          |
| 2002 | Roberto Blades                 | Panama             | Encore                             | Por Tu Placer von Frankie Negrón Intenso von Gilberto Santa Rosa Double Play von Oscar D’León und Wladimir En Otra Onda von Tito Nieves        |                          |
| 2003 | Celia Cruz                     | Kuba               | La Negra Tiene Tumbao              | Un Nuevo Amanecer von Anthony Cruz Tremanda Rumba! von Maraca Libre von Marc Anthony Un Gran Día en el Barrio von Spanish Harlem Orchestra     |                          |